# Teokracija
Teokracíja (grško θεοκρατία, sestavljeno iz grško θεός, latinizirano: theós, dob. 'Bog' in grško κρατεiν, latinizirano: Krat(e)ía, dob. 'vladavina') je oblika vladavine v kateri ima vera prevladujoč vpliv, tako da svečeniki obvladujejo ključne vzvode oblasti, na osnovi svečeniškega (kleričnega) položaja in v imenu varovanja verskih vrednot in povezanosti z bogom (bogovi). Soroden izraz je hierokracija, ki dobesedno pomeni vladavina svečenikov.
V politični praksi je naslanjanje na versko avtoriteto pogosta sestavina utrjevanja oblasti. Vero ponekod nadomesti ideološka opora, na primer fašizem ali rasizem. Nasprotje teokracije, ločitev vere in države, kot politična doktrina, je bilo v praksi uveljavljeno že v klasičnih velikih osvajalnih državah z več narodi (Rimsko cesarstvo, Mongolsko cesarstvo ...). V sodobnem svetu se je ločitev cerkve in države utrdila zlasti s francosko revolucijo in ustavo ZDA. V Republiki Sloveniji je po ustavi država ločena od vseh verskih skupnosti, državno pravo pa je ločeno od pravnih norm različnih verskih skupnosti, ki delujejo v Sloveniji.
Ženeva v času po uveljavitvi pogledov reformatorja Jeana Calvina (po letu 1541) je zgodovinski zgled teokratske ureditve v Evropi. Med sodobnimi državami najdemo teokratsko vladavino v muslimanskih deželah (Iran, Afganistan pod talibansko oblastjo), če ne štejemo Vatikana. Vatikan sicer vodi verski poglavar, papež, vendar je v sedanjih razmerah delovanje vatikanske kurije usmerjeno bolj v vodenje svetovne Rimskokatoliške cerkve, kot v upravljanje drobcene države. Vzorcu teokratske države je ustrezala zgodovinska Papeška država. V obdobju fevdalizma, pred uveljavitvijo nacionalnih držav, so nekatere škofije obvladovale velike posesti, na katerih so škofje bili tudi posvetni oblastniki (na Slovenskem: Goriška škofija, območje Škofje Loke pod oblastjo Freisinških škofov).
Teokraciji so blizu tudi države, v katerih je vera osnova državnega sistema, zlasti pravnega. V Saudski Arabiji pravo temelji na šariji, islamskem verskem pravu. V Izraelu, ki je sicer parlamentarna demokratska država, je pravni sistem deloma prevzet po verskih normah. Vsaka oseba, ki je po rabinskem pravu priznana za Juda, samodejno pridobi izraelsko državljanstvo. O družinskih zadevah (poroke, ločitve) med Judi razsojajo judovska verska sodišča v skladu s Toro, za muslimane pa ločena islamska sodišča po šeriatskem pravu.
Tesna povezanost med državo in državno cerkvijo je značilna za pravoslavne in reformatorske oziroma protestantske dežele. Posvetni vladar je v nekaterih državah tudi cerkveni poglavar, vsaj formalno (Združeno kraljestvo, Norveška).